# Muzeul de Artă „Ion Irimescu” din Fălticeni
Muzeul de Artă „Ion Irimescu” din Fălticeni este un muzeu de artă plastică românească înființat în anul 1974 în municipiul Fălticeni, județul Suceava. Este constituit din donația făcută de sculptorul român Ion Irimescu și găzduiește cea mai mare colecție de autor din România. În prezent, muzeul se află situat pe Strada Mihai Eminescu nr. 2, în centrul orașului.
Clădirea muzeului a fost inclusă, sub denumirea de Casa Alecu Forăscu Botez, acum Muzeul de Artă „Ion Irimescu”, pe Lista monumentelor istorice din județul Suceava din anul 2015 la numărul 255, având codul de clasificare  SV-II-m-B-05536.

## Istoric
Clădirea muzeului a fost construită la mijlocul secolului al XIX-lea de boierul Alecu Botez-Forăscu și a avut destinații diverse, până în 1974 când a fost cedată muzeului de artă. În acel an, din inițiativa și donațiile sculptorului Ion Irimescu (1903-2005), a fost înființat muzeul, la început ca secție a muzeului orășenesc din Fălticeni. Ulterior, valoarea colecției a crescut, în prezent fiind cea mai bogată colecție de autor din țară, iar în 1991 s-a constituit în muzeu de sine stătător.

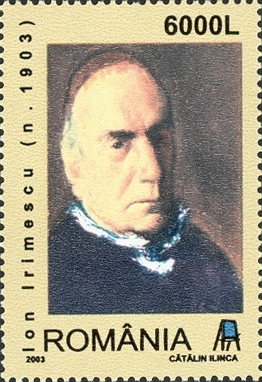
Ion Irimescu

Expoziția permanentă oferă cea mai reprezentativă creație a artistului Ion Irimescu, peste 300 de sculpturi și aproximativ 1000 de desene: portrete, compoziții; proiecte de monument realizate în tehnica ronde-bosse sau altoreliefuri, în gips, lemn, teracotă, marmură, bronz sau plastilină, lucrări de grafică, donate special pentru muzeul de artă fălticenean. Muzeul include și biblioteca personală a artistului alcătuită din circa 1500 de volume. Clădirea muzeului dispune de zece încăperi, o parte dintre acestea fiind destinate picturilor unor artiști locali. De asemenea, este deschis publicului spațiul memorial „Ion Irimescu”, amenajat în apartamentul în care a trăit artistul, situat într-o clădire adiacentă din incinta muzeului.
Împlinirea a 108 ani de la nașterea sculptorului Irimescu a fost marcată printr-un vernisaj al expoziției de artă „3 Neamțu” ce a reunit lucrări ale artiștilor plastici Cela Neamțu, Costin Neamțu și Lisandru Neamțu. În cadrul muzeului sunt organizate periodic diferite manifestări culturale precum vernisaje, expoziții, simpozioane, dezbateri, întâlniri etc.
În anul 2012, clădirea principală a muzeului a intrat într-un proces de reabilitare. Pe perioada lucrărilor expoziția „Ion Irimescu” a fost deschisă publicului în clădirea corp B, iar evenimentele culturale organizate de muzeu s-au desfășurat în sala multifuncțională „Aurel Băeșu”. 

## Clădirea muzeului

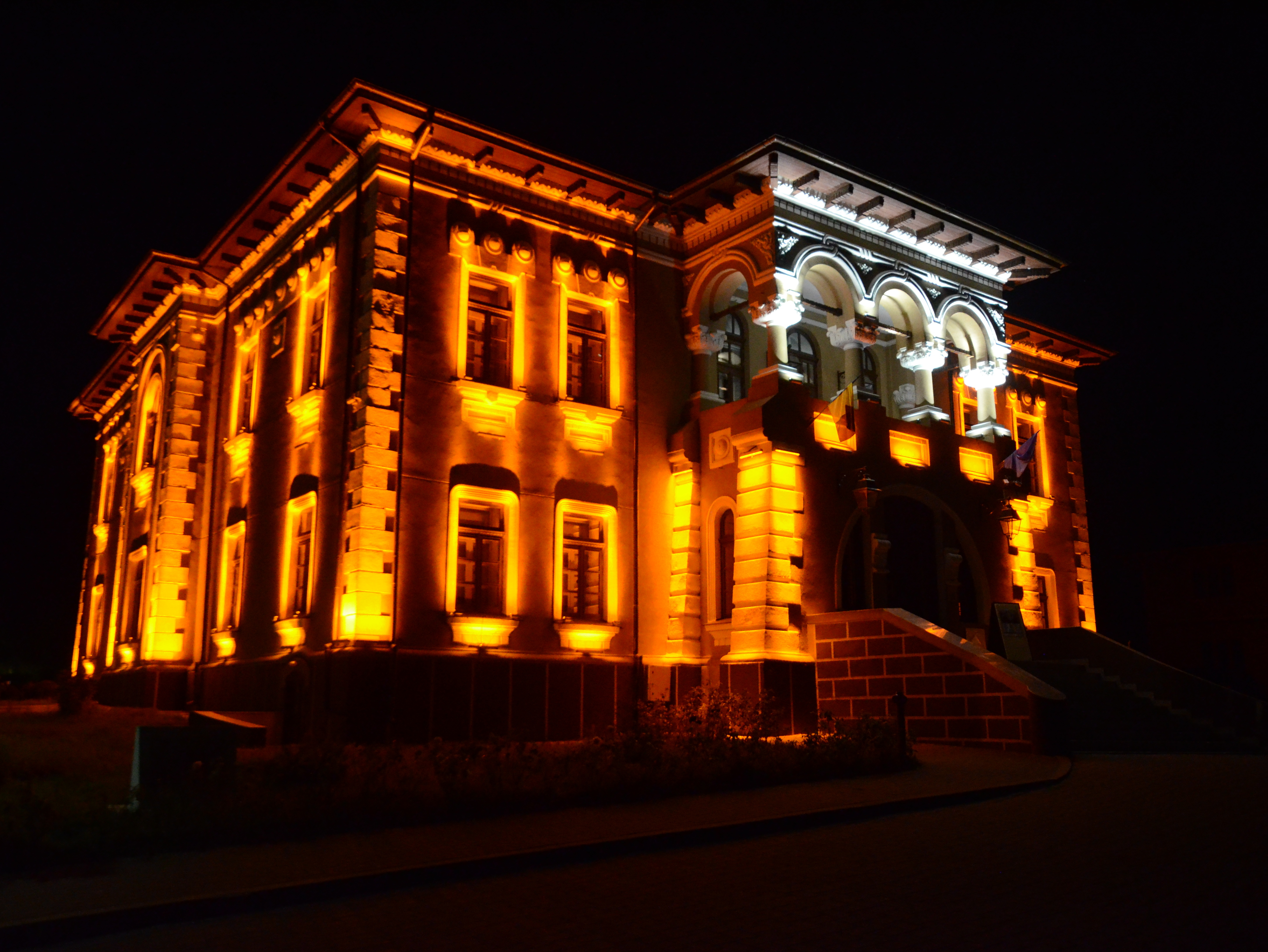
Clădirea muzeului, vedere nocturnă

Clădirea care adăpostește Muzeul de Artă „Ion Irimescu”, cunoscută în trecut sub denumirea de Casa „Alecu Forăscu Botez”, are statut de monument istoric. Este realizată într-un stil arhitectural sobru și eclectic, construcția fiind începută în anul 1846. A fost ridicată din cărămidă, pe o temelie solidă, iar în 1909 i s-a mai adăugat un etaj. În același an clădirea a devenit sediul administrativ al județului Suceava. După ocupația habsburgică, reședința județului a devenit pentru o vreme Fălticeni, deoarece orașul Suceava se afla sub stăpânire străină. Începând cu 1923, în clădire și-a desfășurat activitatea Prefectura județului Baia, iar între 1950 și 1968, Consiliul Popular Raional Fălticeni. Odată cu desființarea raioanelor, în urma reorganizării teritoriale din perioada regimului comunist, Fălticeni își pierde titulatura de localitate reședință, iar în clădire au funcționat pe rând: Casa Pionierilor, Casa Radioficării și Casa de Cultură. În anul 1974 destinația imobilului a fost schimbată în muzeu de artă.
Referitor la transformarea clădirii în muzeu, Ion Irimescu declara: „Aveam multe lucrări în atelierul meu de la București. Ideea înființării unui muzeu mă stăpânea de multă vreme. Am oferit orașului lucrările, dar am cerut în schimb un spațiu de expunere adecvat. Oficialitățile vremii, reprezentate de un om care iubea arta și înțelegea menirea ei, Miu Dobrescu, mi-au făcut o propunere peste așteptările mele. M-au întrebat atunci: «Clădirea fostei prefecturi vă convine?» Nu-mi venea să cred. Clădirea avea nevoie de o reorganizare a spațiilor, de mai multe schimbări. Au dispărut ușile interioare și a fost creat un circuit de vizitare. Sălile de expoziție au luat locul birourilor de altădată. Au fost înlocuite dușumelele cu parchet, s-a introdus un iluminat corespunzător, încălzire centrală și spațiul s-a transformat în muzeu. Nu-mi venea să cred că este adevărat. În clădirea în care altădată nu cutezam să intru acum sunt stăpân. Viața este plină de neprevăzut, totul depinde de un context de împrejurări, de întâmplări, dar mai ales de oameni.”

## Imagini

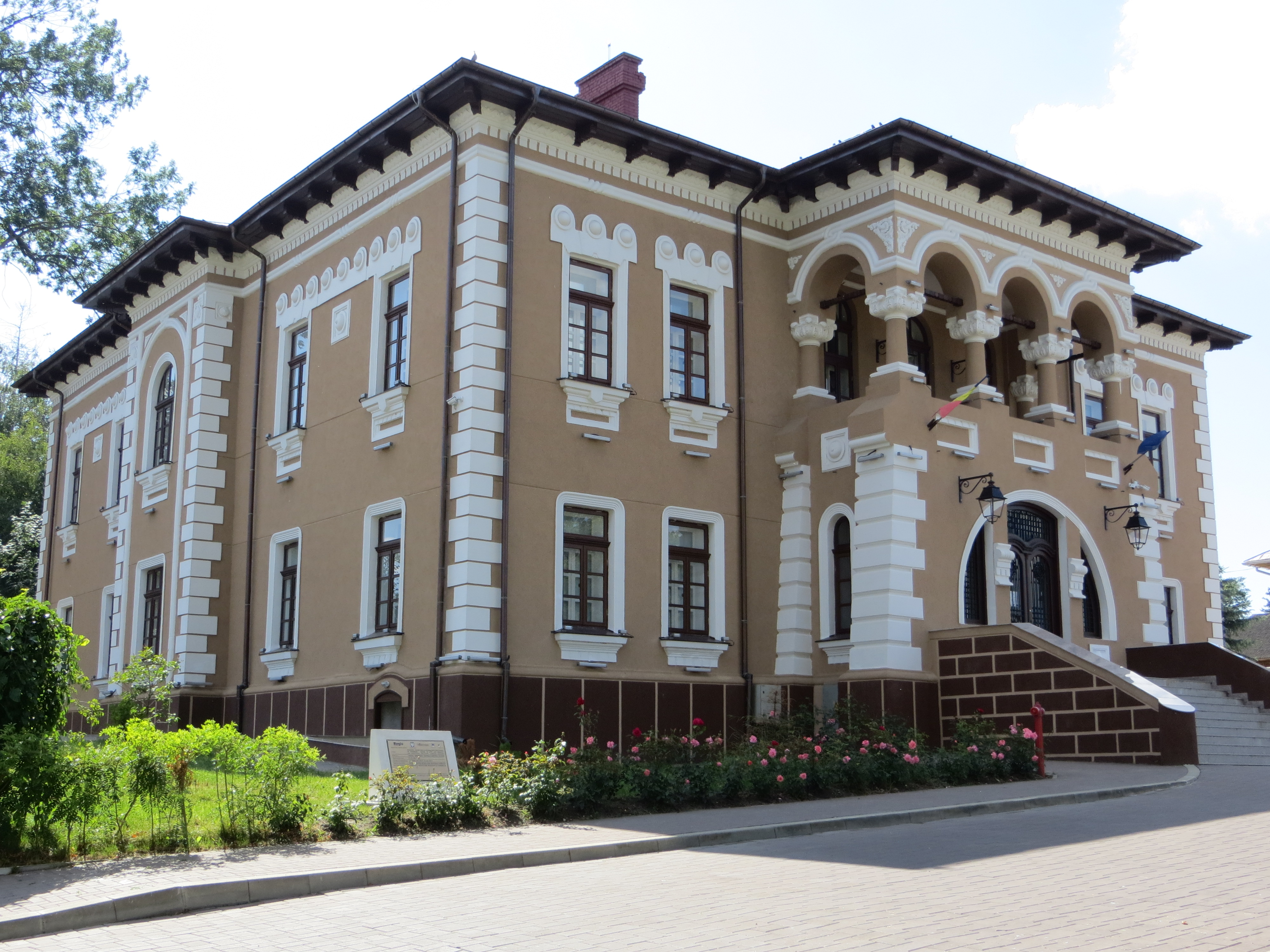
Clădirea muzeului
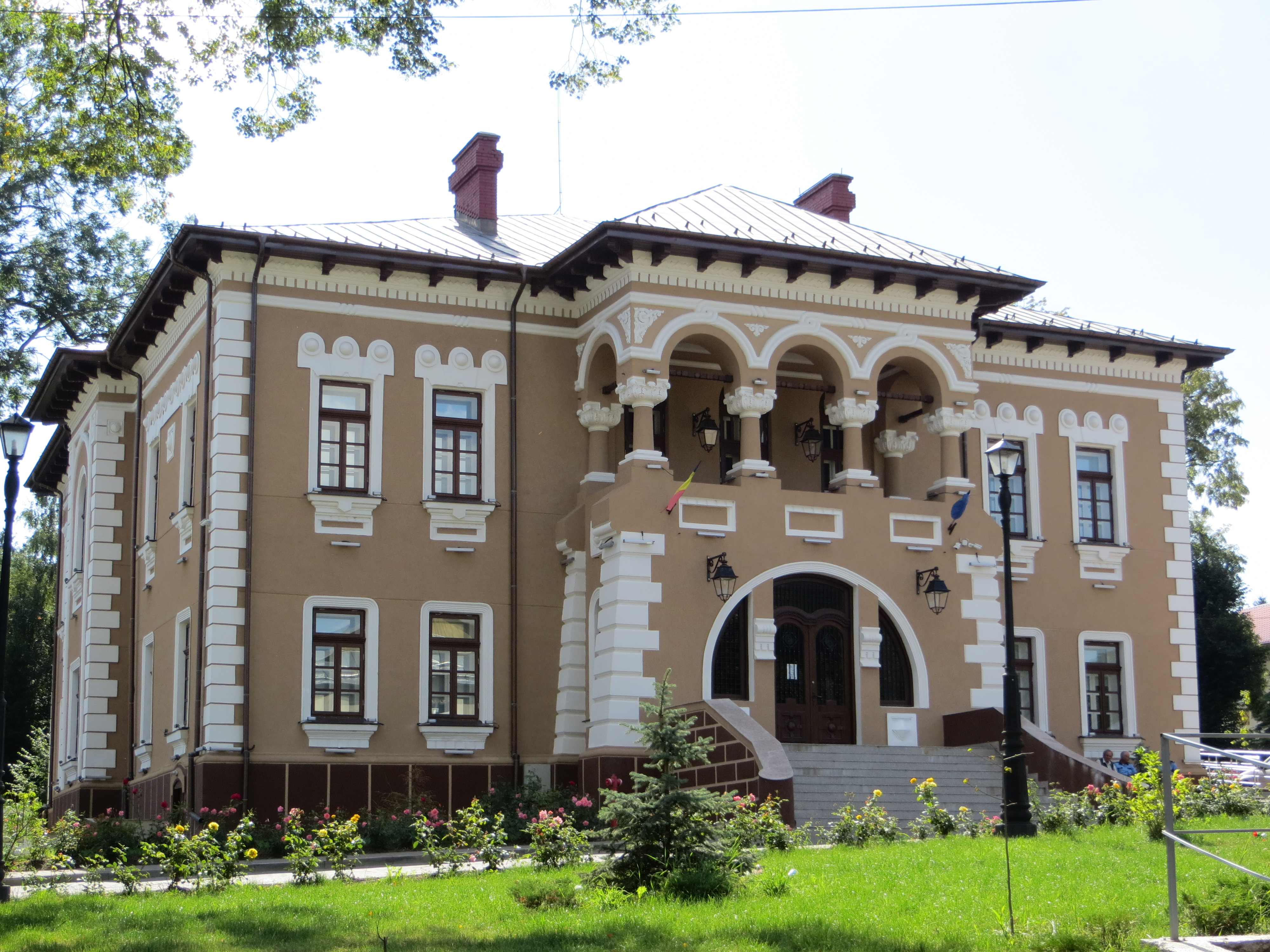
Clădirea muzeului
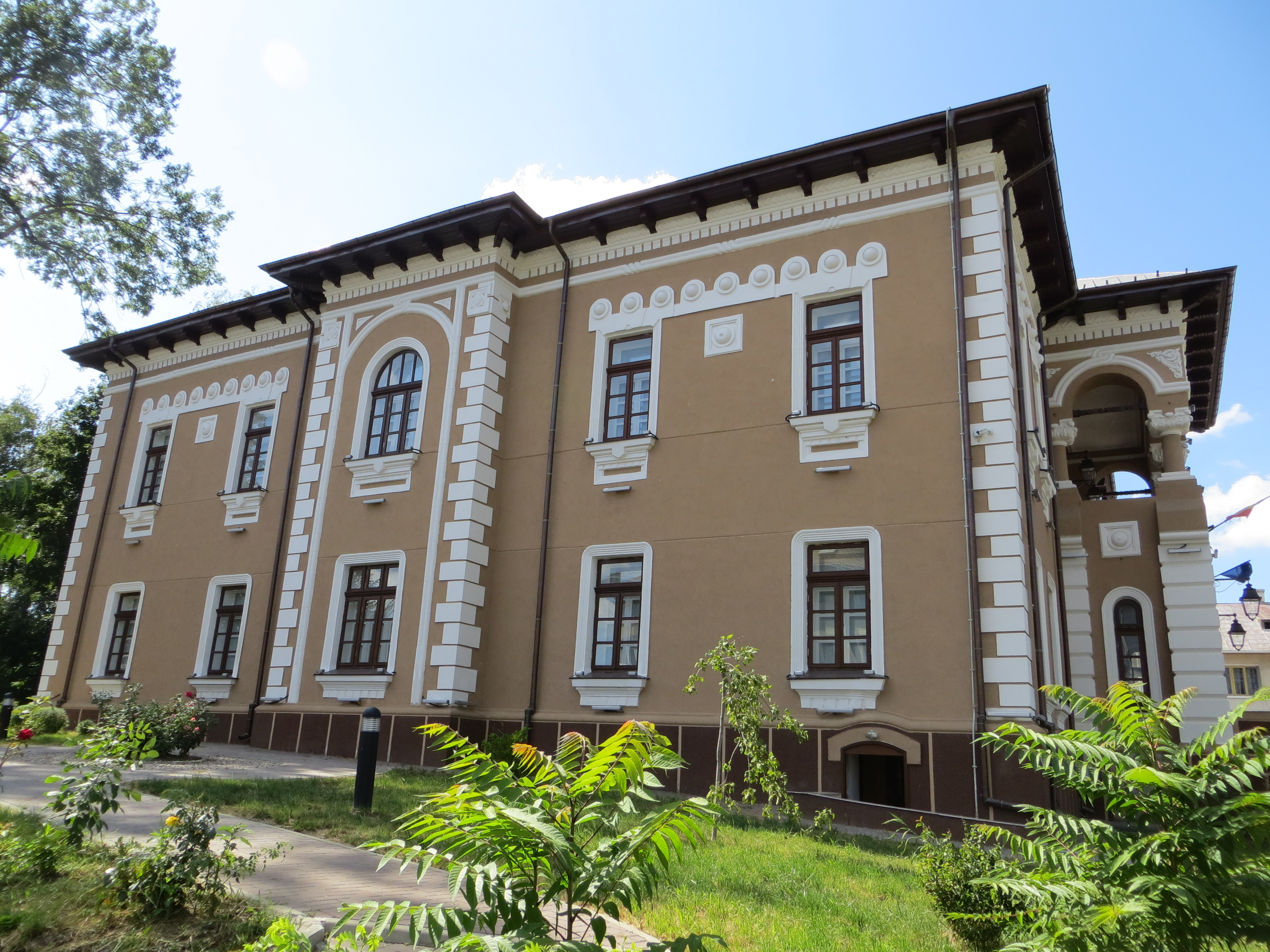
Clădirea muzeului
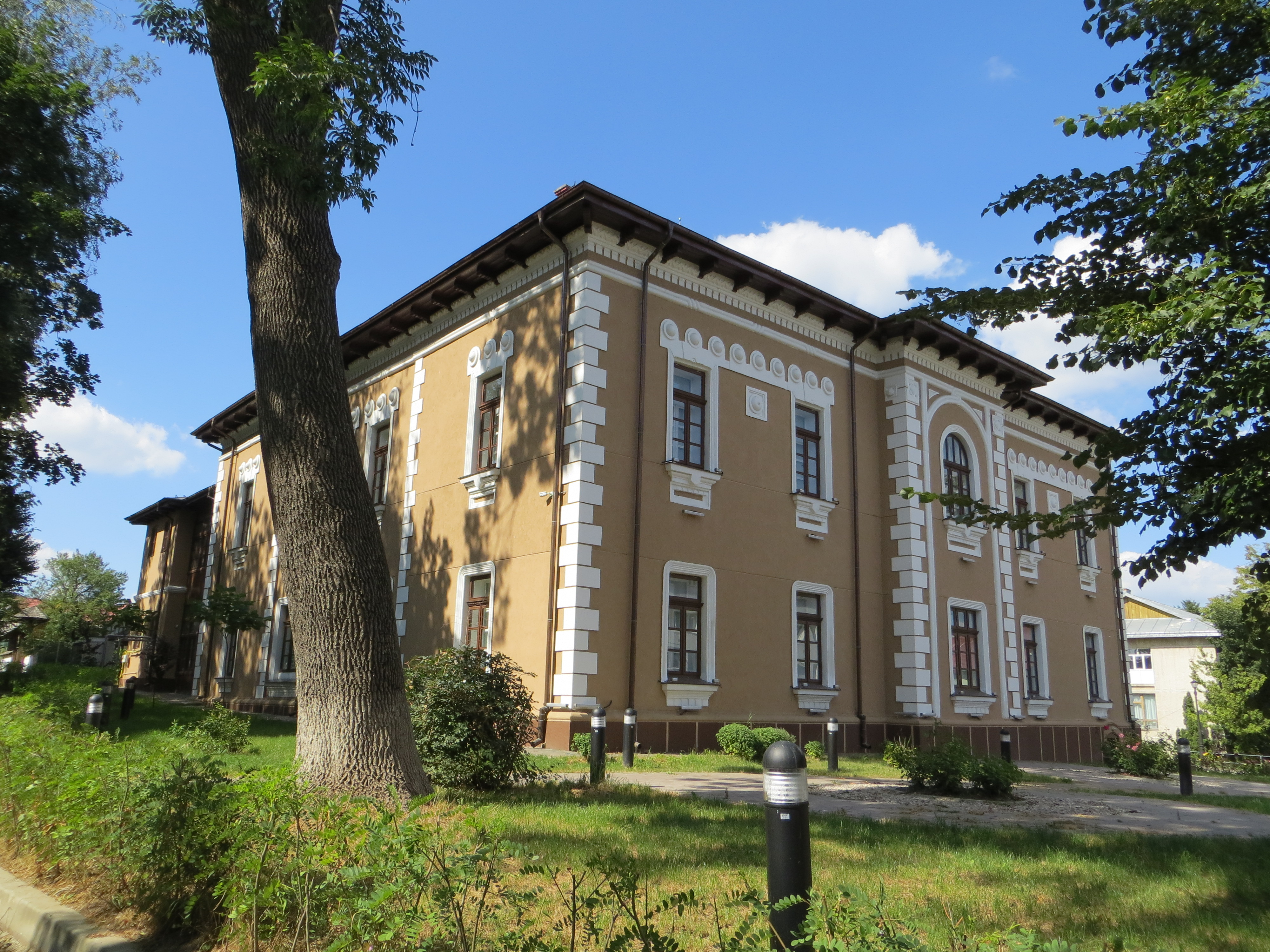
Clădirea muzeului
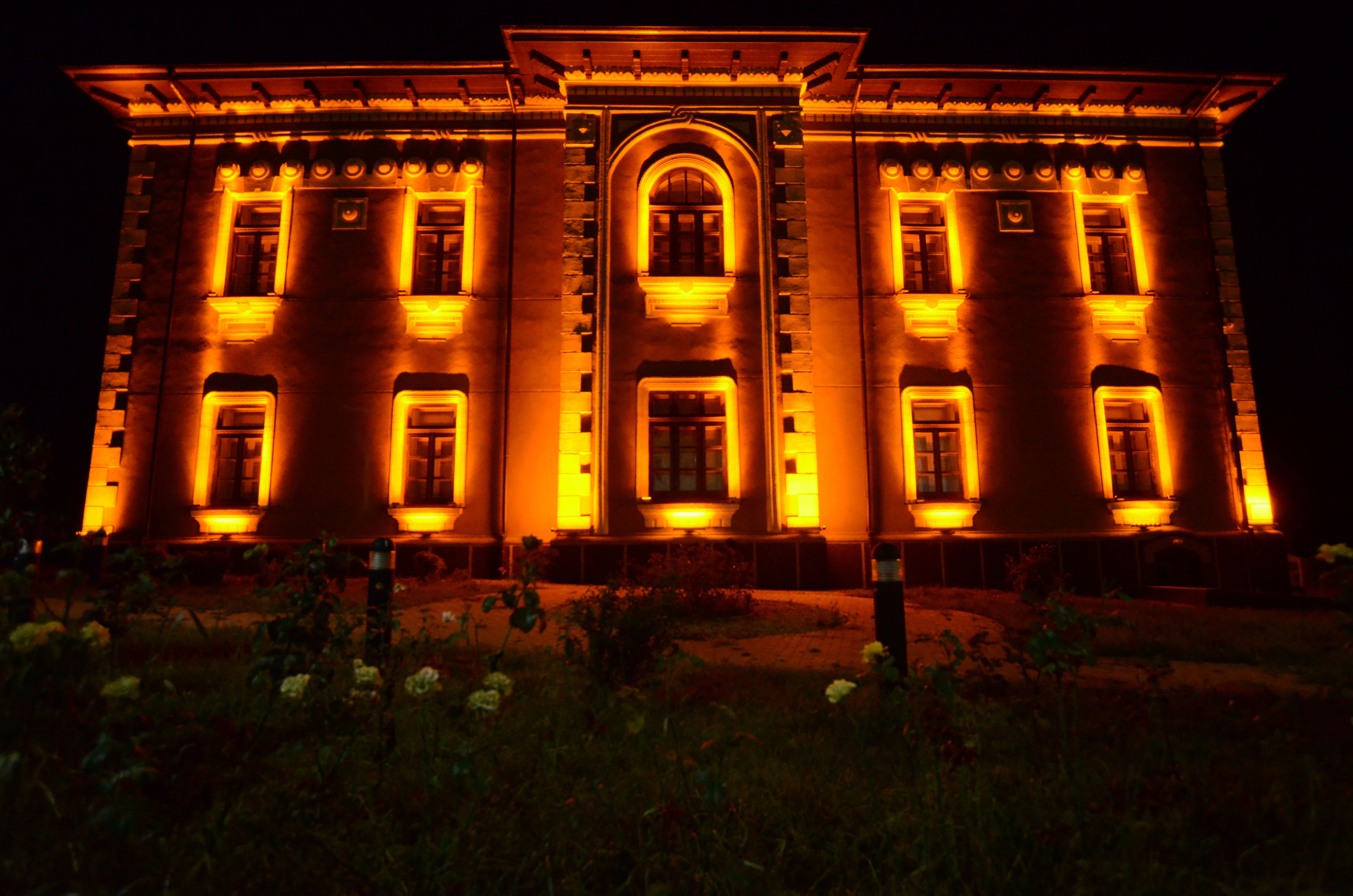
Clădirea muzeului, vedere nocturnă
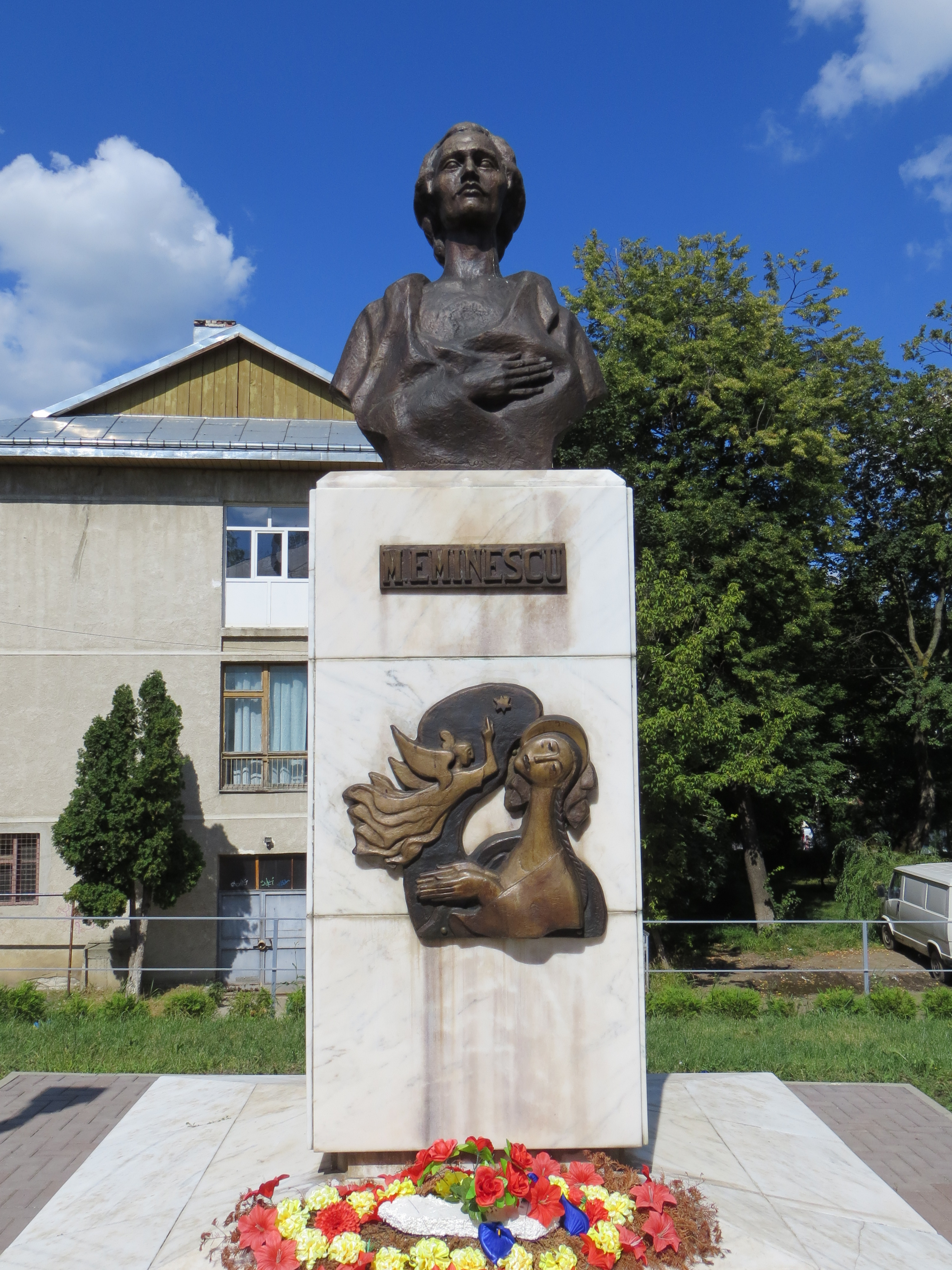
Bustul lui Mihai Eminescu, amplasat în fața clădirii muzeului